# غلامعباس توسلی
غلامعباس توسلی (۱ خرداد ۱۳۱۴ در رشتخوار –۲۵ مهر ۱۳۹۹) جامعه‌شناس ایرانی از استادان دانشگاه تهران، از بنیانگذاران علم جامعه‌شناسی در ایران و عضو پیوسته فرهنگستان علوم بود. وی از چهره‌های نامدار جریان ملی-مذهبی و عضو نهضت آزادی ایران بود.
غلامعباس توسلی پیش از انقلاب ۱۳۵۷ از نیروهای ملی‌مذهبی و عضو نهضت آزادی بود و پس از انقلاب برای مدتی مشاور رادیو و تلویزیون و سپس به ریاست دانشگاه اصفهان برگزیده شد. وی همچنین کارنامه حضور در شورای عالی انقلاب فرهنگی را در دوران کاری خود دارد. توسلی از بنیانگذاران و نخستین رئیس انجمن جامعه‌شناسی ایران بود و در سال ۱۳۶۴ به عنوان مدیر گروه جامعه‌شناسی دانشگاه تهران برگزیده شد. یک سال بعد، وی به سمت ریاست دانشکده منصوب شد. غلامعباس توسلی در سال ۱۳۸۶ از دانشگاه تهران بازنشسته شد.

## اوایل زندگی
غلامعباس توسلی در ۱ خرداد ۱۳۱۴ در رشتخوار و در خانواده‌ای از طبقه متوسط زاده شد. وی از سن شش سالگی وارد مکتب‌خانه شد و آموختن قرآن و زبان فارسی را تا فراگیری آثار سعدی، حافظ، و زبان عربی را در حد نصاب، جامع المقدمات و صمدیه ادامه داد. پدرش ملااحمد توسلی را در یازده سالگی از دست داد. پس از مرگ پدر، وارد مدارس جدید گردید و مستقیماً در کلاس چهارم ابتدایی دبستان طغرایی رشتخوار پذیرفته شد. سپس تحصیلات خود را در دبیرستان قطب‌الدین حیدر در تربت ح یدریه ادامه داد.

## حرفه

### تحصیلات
غلامعباس توسلی با گذراندن امتحان ورودی وارد دانشسرای عالی تهران شد. او همزمان در سه رشته زبان فرانسوی، ادبیات و فلسفه پذیرفته شد. اما چون در کنکور زبان و ادبیات فرانسه، یکم شده بود بالاجبار در آن رشته مشغول تحصیل شد. اما هم‌زمان با ورود غلامعباس توسلی به این رشته، جایگاه زبان فرانسه متزلزل شد و او نیز مطالعه زبان انگلیسی را در کنار فرانسه آغاز کرد.
در دوره کارشناسی دانشسرای عالی نیز رتبه نخست را بدست آورد و علاوه بر دریافت مدال فرهنگ با پایه دبیری به استخدام همان نهاد درآمد. از هم دوره‌ها و دوستان این دوره توسلی، محمدعلی رجایی، باقر پرهام و داور شیخاوندی را می‌توان نام برد. علی شریعتی و حسن حبیبی نیز با او هم دوره بودند. غلامعباس توسلی با استفاده از امتیاز شاگردان رتبه اول و پس از یکسال تدریس در دانشسرای عالی تهران به اروپا فرستاده شد و تحصیلات خود را در دانشگاه پاریس ادامه داد. وی در آنجا تصمیم به فراگیری جامعه‌شناسی گرفت. در آن زمان در فرانسه جامعه‌شناسی به تازگی از فلسفه جدا شده بود و اساتید به نامی در دانشگاه‌های آنجا مشغول آموزش بودند.
عنوان پایان‌نامه اصلی او «جامعه سنتی ایران از دید اروپائیان: مقایسه دیدگاه انگلیسی‌ها و فرانسویان» و رساله فرعی «صنایع دستی ایران و جنبه‌های روان‌شناسی اجتماعی آن» بود. رساله اصلی با کمک مالی مرکز تحقیقات علمی فرانسه پیش از دفاع، به چاپ رسید.

### استادی دانشگاه
توسلی در تابستان ۱۳۴۵ به ایران بازگشت و تدریس خود را با سمت استادیاری از سر گرفت. وی علاوه بر تدریس در دانشسرا از همان آغاز ورود، در بخش مطالعات شهری مؤسسه مطالعات و تحقیقات اجتماعی دانشگاه تهران نیز به پژوهش پرداخت. او در مطالعات اقتصادی و جامعه‌شناختی و طرح‌های جامع شهری از جمله طرح جامع تهران که از سوی سازمان برنامه به آن مؤسسه واگذار شده بود، طرح جامع شیراز که با همکاری دانشکده هنرهای زیبای دانشگاه تهران انجام می‌پذیرفت، و همچنین طرح‌های جامع اراک و همدان و چند شهر دیگر شرکت داشت و به صورت مستقل آن‌ها را سرپرستی و تدوین می‌کردد. غلامعباس توسلی در آن دوره همچنین سرپرستی طرح ارزشیابی سواد همراه با حرفه را که در اصفهان و دزفول به‌طور آزمایشی از سوی یونسکو و سازمان برنامه، برای ارزیابی و بازسازی در مؤسسه اجرای می‌شد به عهده داشت. نتیجه این پژوهش‌ها و مطالعات علاوه بر گزارش‌های علمی، پیشنهادهایی عملی برای چگونگی توسعه و رشد شهرها در آینده بود.
غلامعباس توسلی سپس به درخواست دانشگاه ملی ایران، رشته جامعه‌شناسی را در دانشکدۀ ادبیات آن دانشگاه پایه‌گذاری و برنامه‌ریزی کرد و به تدریس برخی دروس در آنجا پرداخت. او در سال ۱۳۵۰ از دانشسرای عالی به دانشگاه تهران منتقل شد و یک سال بعد به دانشیاری ارتقا یافت. وی یک سال پس از آن به سمت مدیر گروه جامعه‌شناسی برگزیده شد. در سال ۱۳۶۴ دوباره به عنوان مدیر گروه جامعه‌شناسی دانشگاه تهران برگزیده شد و یک سال بعد نیز به سمت ریاست دانشکده منصوب شد. او همچنین در ایجاد دوره دکترای در دانشگاه‌های تهران، تربیت مدرس و دانشگاه آزاد اسلامی نقش بسزایی داشته‌است.
توسلی پس از انقلاب به مدت کوتاهی به عنوان مشاور در رادیو و تلویزیون فعالیت داشت و سپس به ریاست دانشگاه اصفهان منصوب شد. وی در دوره انقلاب فرهنگی ایران  تا زمان بازگشایی دانشگاه‌ها سرپرستی بخش برنامه‌ریزی علوم انسانی را در ستاد انقلاب فرهنگی بر عهده داشت و برنامه‌های این رشته‌ها را نهایی کرده و به تصویب ستاد رساند. او در مصاحبه‌ای با نشریه لوح در فروردین ۱۳۷۸ گفت که ستاد انقلاب فرهنگی نقش تعدیل‌کننده داشت و عمدهٔ اخراج‌ها و تبعیدهای اساتیدی که با جریان حاکم هماهنگ نبودند توسط دانشجویان و گروه‌های انقلابی داخل دانشگاه صورت می‌گرفت. توسلی بر این باور است که حتی پس از انحلال ستاد انقلاب فرهنگی هم، شورای عالی انقلاب فرهنگی هرگز نتوانست قدرت اجرایی خاصی در مدیریت دانشگاه‌ها پیدا کند.

## نویسندگی
غلامعباس توسلی بیست جلد کتاب نوشت که برخی از آن‌ها مانند نظریه‌های جامعه‌شناسی، جامعه‌شناسی کار و شغل، جامعه‌شناسی دین و … به چاپ‌های زیادی رسیده‌اند. او همچنین نزدیک به ۶۰ مقاله علمی ـ پژوهشی در مجلات معتبر داخلی و بین‌المللی منتشر کرد. غلامعباس توسلی همچنین عضو پیوسته فرهنگستان علوم ایران بود.

## کنش سیاسی
از جمله فعالیت‌های سیاسی و فرهنگی غلامعباس توسلی در دوره ده ساله (سال‌های ۴۵ تا ۵۶ در ایران) شرکت در جلسات سیاسی، مذهبی و همکاری با علی شریعتی در حسینیه ارشاد، ایراد سخنرانی‌های بسیار در دانشگاه‌ها (از جمله دانشکده فنی دانشگاه تهران، دانشگاه صنعتی شریف، دانشگاه علم و صنعت ایران، دانشگاه فردوسی مشهد، دانشکده کشاورزی کرج، دانشکده ادبیات و دانشکده علوم اجتماعی دانشگاه تهران) همچنین حسینیه ارشاد، مسجد قبا، کانون توحید و… بوده‌است.

## درگذشت
غلامعباس توسلی در ۲۵ مهر ۱۳۹۹ به‌دلیل کهولت سن و ایست قلبی در سن ۸۵ سالگی درگذشت.

## آثار

### نوشته
- ت‍وس‍ل‍ی، غ‍لام‍ع‍ب‍اس، ت‍ح‍ل‍ی‍ل‍ی از زن‍دگ‍ان‍ی و آث‍ار دک‍ت‍ر ع‍ل‍ی ش‍ری‍ع‍ت‍ی، بی نا، بی تا، بی جا.
- توس‍ل‍ی، غ‍لام‍ع‍ب‍اس، ده م‍ق‍ال‍ه در ج‍ام‍ع‍ه‍. ش‍ن‍اس‍ی دی‍ن‍ی و ف‍ل‍س‍ف‍ه ت‍اری‍خ ب‍ا ت‍أم‍ل‍ی در زن‍دگ‍ی و ان‍دی‍ش‍هٔ دک‍ت‍ر ع‍ل‍ی ش‍ری‍ع‍ت‍ی، ت‍ه‍ران: ق‍ل‍م، ۱۳۶۹.
- ت‍وس‍ل‍ی، غ‍لام‌ع‍ب‍اس، ج‍ام‍ع‍ه‍. ش‍ن‍اس‍ی دی‍ن‍ی، ت‍ه‍ران: س‍خ‍ن، ۱۳۸۰.
- توسلی، غلامعباس، جامعه‌شناسی شهری، تهران: دان‍ش‍گ‍اه پ‍ی‍ام ن‍ور، ۱۳۷۸، (جامعه‌شناسان، ۱۳۹۱).
- توسلی، غلامعباس، ج‍ام‍ع‍ه‍. ش‍ن‍اس‍ی ک‍ار و ش‍غ‍ل، ت‍ه‍ران: س‍ازم‍ان م‍طال‍ع‍ه و ت‍دوی‍ن ک‍ت‍ب ع‍ل‍وم ان‍س‍ان‍ی دان‍ش‍گ‍اه‍ه‍ا (س‍م‍ت)، ۱۳۷۵.
- توسلی، غلامعباس … [و دیگران]، جامعه‌شناسی کشورهای اسلامی، ویراستهٔ ایرج ساعی ارسی، تهران: جامعه‌شناسان، ۱۳۸۸.
- ت‍وس‍ل‍ی، غ‍لام‌ع‍ب‍اس، جامعه‌شناسی و آموزش و پرورش: دیروز، امروز، فردا، تهران: نشر علم، ۱۳۸۶.
- ت‍وس‍ل‍ی، غ‍لام‌ع‍ب‍اس، ج‍س‍ت‍اره‍ای‍ی در ج‍ام‍ع‍ه‍. ش‍ن‍اس‍ی م‍ع‍اص‍ر، ت‍ه‍ران: ج‍ام‍ع‍ه‌ای‍ران‍ی‍ان، ۱۳۸۰، (حکایت قلم نوین، ۱۳۸۶).
- توسلی، غلامعباس … [و دیگران]، دیدگاه توحیدی، گردآوری از: مصطفی ایزدی و قاسم مسکوب، تهران: دفتر نشر فرهنگ اسلامی، بی تا.
- ت‍وس‍ل‍ی، غ‍لام‌ع‍ب‍اس، م‍ش‍ارک‍ت اج‍ت‍م‍اع‍ی در ش‍رای‍ط ج‍ام‍ع‍هٔ آن‍وم‍ی‍ک راب‍طهٔ آس‍ی‍ب‌ه‍ا و ان‍ح‍راف‍ات اج‍ت‍م‍اع‍ی ب‍ا م‍ش‍ارک‍ت اج‍ت‍م‍اع‍ی، ت‍ه‍ران: دان‍ش‍گ‍اه ت‍ه‍ران، م‍وس‍س‍ه ان‍ت‍ش‍ارات و چ‍اپ، ۱۳۸۲.
- ت‍وس‍ل‍ی، غ‍لام‌ع‍ب‍اس، منابع و مأخذ کار و صنعت در ایران گزارش‌های آماری و مقالات، باهمکاری محمد سلمان قائمی‌زاده، تهران: دانشگاه تهران، ۱۳۶۸
- ت‍وس‍ل‍ی، غ‍لام‍ع‍ب‍اس، ن‍ظری‍ه‌ه‍ای ج‍ام‍ع‍ه‍. ش‍ن‍اس‍ی (۱): (رش‍ت‍ه ع‍ل‍وم اج‍ت‍م‍اع‍ی)، ت‍ه‍ران: دان‍ش‍گ‍اه پ‍ی‍ام ن‍ور، ۱۳۷۸.
- ت‍وس‍ل‍ی، غ‍لام‌ع‍ب‍اس، ن‍ظری‍ه‌ه‍ای ج‍ام‍ع‍ه‍. ش‍ن‍اس‍ی، ت‍ه‍ران: س‍ازم‍ان م‍طال‍ع‍ه و ت‍دوی‍ن ک‍ت‍ب ع‍ل‍وم ان‍س‍ان‍ی دان‍ش‍گ‍اه‍ه‍ا (س‍م‍ت)، ۱۳۶۹.

### گفتگو
- چالش‌های اجتماعی در ایران، گفتگو با دکتر پرویز پیران و دکتر غلامعباس توسلی، تهران: پایان، ۱۳۸۵.
- ض‍م‍ی‍ری، م‍ح‍م‍درض‍ا، مناسبات جامعه‌شناسی و حدیث (مجموعه بحث‌ها و گفتگوها): عماد افروغ، حمید پارسانیا، غلامعباس توسلی …، قم: مؤسسه علمی‌فرهنگی دارالحدیث، سازمان چاپ و نشر، ۱۳۸۴.

### برگردان
- ای‍روی‍ن‍گ ام. زی‍ت‍ل‍ی‍ن، … [و دی‍گ‍ران]، آی‍ن‍ده ب‍ن‍ی‍ان‍گ‍ذاران ج‍ام‍ع‍ه‍. ش‍ن‍اس‍ی، ترجمهٔ غ‍لام‌ع‍ب‍اس ت‍وس‍ل‍ی، ت‍ه‍ران: ق‍وم‍س، ۱۳۷۳.
- ف‍ران‍س‍ی‍س ف‍وک‍وی‍ام‍ا، پ‍ای‍ان ن‍ظم، ت‍ه‍ران: ج‍ام‍ع‍هٔ ای‍ران‍ی‍ان، ۱۳۷۹، (حکایت قلم نوین، ۱۳۸۵).
- پ‍ل لازارس‍ف‍ل‍د، ب‍ی‍ن‍ش‍ه‍ا و گ‍رای‍ش‍ه‍ای ع‍م‍ده در ج‍ام‍ع‍ه‍. ش‍ن‍اس‍ی م‍ع‍اص‍ر، ت‍رج‍م‍ه و ت‍دوی‍ن غ‍لام‍ع‍ب‍اس ت‍وس‍ل‍ی، ت‍ه‍ران: ام‍ی‍رک‍ب‍ی‍ر، ۱۳۷۰.
- ب‍وررو، آل‍ف‍ون‍س‍و، دانشگاه، سازمانی امروزین، ترجمهٔ غلامعباس توسلی و رضا فاضلی، تهران: علم، ۱۳۸۷.
- ن‍ورث وی، م‍ری، درآم‍دی ب‍ر گ‍روه‌س‍ن‍ج‍ی و پ‍وی‍ائ‍ی گ‍روه‍ی، ت‍رج‍م‍هٔ غ‍لام‌ع‍ب‍اس ت‍وس‍ل‍ی، ت‍ه‍ران: دان‍ش‍گ‍اه ت‍ه‍ران، م‍وس‍س‍ه ان‍ت‍ش‍ارات و چ‍اپ، ۱۳۵۴.
- ک‍وه‍ن، ب‍روس، م‍ب‍ان‍ی ج‍ام‍ع‍ه‍. ش‍ن‍اس‍ی، ت‍رج‍م‍ه و اق‍ت‍ب‍اس غ‍لام‍ع‍ب‍اس ت‍وس‍ل‍ی و رض‍ا ف‍اض‍ل، ت‍ه‍ران: سازمان مطالعه و تدوین کتب علوم انسانی دانشگاه‌ها (سمت)، ۱۳۸۷.
- لارس‍ن، ک‍ال‍وی‍ن، ن‍ظری‍ه‌ه‍ای ج‍ام‍ع‍ه‍. ش‍ن‍اس‍ی م‍ح‍ض و ک‍ارب‍ردی، ت‍رج‍م‍هٔ غ‍لام‍ع‍ب‍اس ت‍وس‍ل‍ی و رض‍ا ف‍اض‍ل، ت‍ه‍ران: س‍ازم‍ان م‍طال‍ع‍ه و ت‍دوی‍ن ک‍ت‍ب ع‍ل‍وم ان‍س‍ان‍ی دان‍ش‍گ‍اه‍ه‍ا (س‍م‍ت)، ۱۳۷۷.

### پایان‌نامه
- Tavassoli, G. Abbas. La societe iranienne et le monde oriental, vue a travers l'oeuvre d'un ecrivain anglais James Morier et d'un ecrivain francais Pierre loti. Paris: Librairie d'Amerique et d'orient،۱۹۶۶